# English Botany
English Botany (abreviado Engl. Bot.) es un libro con ilustraciones y descripciones botánicas que fue escrito por el botánico inglés y fundador de la Sociedad Linneana de Londres James Edward Smith. Fue publicado en Londres en 36 volúmenes en los años 1790-1814 con el nombre de English Botany; or, Coloured Figures of British Plants, with Their Essential Characters, Synonyms, and Places of Growth. To Which will be added, Occasional Remarks.
James Sowerby fue el artista y el publicador siendo el texto de James Edward Smith, excepto en los volúmenes 16-18 que los realizó George Shaw.